# Ramires
Ramires Santos do Nascimento (eller bare Ramires) (født 24. marts 1987 i Barra do Piraí, Brasilien) er en brasiliansk fodboldspiller, der spiller som midtbanespiller i den kinesiske klub Jiangsu Suning F.C.. Han har spillet for klubben siden januar 2016. Tidligere har han optrådt for de brasilianske klubber Joinville og Cruzeiro, samt SL Benfica og Chelsea F.C..
Med Ramires blev Benfica i 2010 portugisisk mester.

## Klubhold
I januar 2008 indgik Ramires en fem-årig kontrakt med Cruzeiro i en permanent flytning til Joinville, for et gebyr på 300.000 USD, hvilket giver Cruzeiro 70% af spillernes økonomiske rettigheder. Joinville holdt 30% i tilfælde af overførsler i fremtiden. 
Den 21. maj 2009 tiltrådte Ramires den portugisiske klub Benfica for 7.500.000 EUR på en fem-årig kontrakt.
Den 4. august 2010 meddelte Benfica, at de havde indgået en købsaftale med Chelsea F.C. om overflytning. Ramires afsluttede sin flytning til Chelsea den 13. august 2010 på en fire-årig kontrakt. Han fik overrakt tallet 7, tidligere båret af Andriy Shevchenko. Han fik sin debut den 28. august 2010 imod Stoke City.
Den 27. januar 2016 skrev Ramires under på en 4-årig kontrakt med den kinesiske klub Jiangsu Suning F.C.. Ramires fik sin debut i den kinesiske fodbold liga den 5. marts 2016 og scorede efter blot 3 minutter sit første mål.

## Landshold
Ramires står (pr. 17. november 2013) noteret for 40 kampe og fire scoringer for Brasiliens landshold, som han debuterede for den 6. juni 2009 i en VM-kvalifikationskamp mod Uruguay. Han var desuden med på U-23 landsholdet til OL i Beijing i 2008, hvor holdet opnåede en bronzemedalje. For A-landsholdet var han med til at vinde Confederations Cup 2009 og blev desuden udtaget til VM i 2010.

## Titler
Primeira Liga
- 2010 med SL Benfica

UEFA Champions League
- 2012 med Chelsea FC

UEFA Europa League
- 2013 med Chelsea FC

Premier League
- 2015 med Chelsea FC

FIFA Confederations Cup
- 2009 med Brasilien